# Chiomonte
Chiomonte là một đô thị ở tỉnh Torino trong vùng Piedmont, có vị trí cách khoảng 60 km về phía tây của Torino, nước Ý. Tại thời điểm ngày 31 tháng 12 năm 2004, đô thị này có dân số 992 người và diện tích là 26,7 km².
Đô thị Chiomonte có các frazioni (các đơn vị trực thuộc, chủ yếu là các làng) Frais and Ramat.
Chiomonte giáp các đô thị: Giaglione, Exilles, Gravere, và Usseaux.